# 尋找失去的未來
《尋找失去的未來》是由日本遊戲公司TRUMPLE於2010年11月26日發售的Windows用十八禁戀愛冒險遊戲。標題來自法國作家馬塞爾·普魯斯特的作品《追憶似水年華》（意爲“尋找失去的時間”）。本作改編的2部漫畫各連載於《月刊Comp Ace》和《月刊Comic Alive》上。由細田直人擔任導演的電視動畫於2014年10月4日起在AT-X、TOKYO MX等日本電視台播出。

## 系統
《尋找失去的未來》作為一款十八禁戀愛冒險遊戲，玩家須與遊戲中4名女主角互動以推動劇情發展。玩家在遊玩《尋找失去的未來》時將會花費大多數時間觀看出現在螢幕上的文字敘述、人物對話以及角色心理等，藉由這樣的方式除了讓故事獲得進展外，也可以與遊戲角色對話進行交流。玩家可以選擇不同選項，並隨著遊戲的進行而與女主角關係漸趨親密，甚至最後還有可能發生更加親密的關係。
玩家於遊戲中能夠體會到4條主要故事路線。在每次閱讀故事發展以及與其他角色對話後，玩家便有機會能夠在與角色互動時、從遊戲提供的數個選項中挑選其中一項。這時遊戲會暫停一會兒以提供玩家依據先前的對話作出決定，玩家在某些關鍵選項之中的抉擇則會影響到遊戲朝特定方向展開，並進入各式分支情節中。藉由決定於數個選項抉擇的方式來讓遊戲系統判定玩家攻略的故事劇情，同時遊戲中所做的決定也會影響這些角色故事後半段呈現不一樣的結局。

## 故事介紹
天文學會所屬的秋山奏，與很有才能的副會長佐佐木佳織、文武雙全的才女會長支倉愛理、策略家的大小姐華宮凪沙、美國的交換留學生長船･KENNY･英太郎成員的獨特個性，共同解決內濱學園的騷亂。
因為放學後在保健室旁的奏，聽到校舍內發出震動與怪聲，跑去現場後發現，全裸的少女倒在地上。自稱叫唯的少女，完全不談論當時的情況，為何好像知道奏的名字，隔日加入天文學會。
之後天文學會收到了學生會的委託，負責「校內出現幽靈」、「內濱症候群」、「事故多發地區」的事件調查。

## 角色
- 配音：PC遊戲版配音員／動畫版配音員

### 內濱學園天文學會
從東京100km外相隔的海邊建造的小所學園，由文化系為中心的綜合學會。物語開始（2008年10月初）時，為新校舍完成前舊校舍最後的文化祭（綜合學會），綜合學會與體育系時常發生糾紛，於是學生會委託天文學會維持著治安。成員平時在部會悠閒自在的度日，不過，現在文化祭發生了其他「校內出現幽靈」、「內濱症候群」、「事故多發地區」三個新的調查事件，每天過著忙碌的日子。
秋山奏（聲：無／寺島拓篤、逢澤由理香（7歲））
本作主人公。二年B班學生。由於身為機械工程權威的雙親前往海外工作，因此住在父母好友的佐佐木家。
擅長冷靜分析、判斷事物的頭腦派；對吵架與體能活動不拿手。
佐佐木佳織（聲：有栖川みや美／高田初美）
二年B班學生。天文學會副會長，奏的青梅竹馬。父親在海外做研究，因此跟母親詩織與奏住在同個屋簷下。
很有才能且擅長料理，十分受學校的男生歡迎。不喜歡爭吵的和平主義者，對學園內的爭吵與事故常常感到擔心。害怕幽靈。體力極差。
支倉愛理（聲：川島梨乃／瑞澤溪）
二年A班學生。天文學會的會長，文武雙全的才女。
以文科為自己的主要目標，近來有時轉變向理科發展。成績優秀，但生活態度並不佳，常常遲到與偷懶。
有著與男性不相上下的打架能力，號稱「內濱最終兵器」。與佳織是好友。
古川唯（聲：青山由香里／友永朱音）
渾身赤裸倒在學校內的謎之少女。一年A班「轉學生」。像是有什麼不能說出的事情，不過對奏的事情相當了解。
沉著冷靜且有禮貌，但缺乏世間的常識，常常窺視著別人的競爭。
華宮凪沙（聲：民安友繪／同左）
三年C班學生。當地名門華宮家的大小姐，但很討厭別人用這個身分評判自己。思維敏捷，同時也是策謀家與毒舌家。
擁有以自己的粉絲俱樂部「華宮會」組成的特殊情報部隊。
長船･KENNY･英太郎（聲：山口勝平／同左）
二年C班學生。來自美國的交換留學生。應奏邀請加入天文學會。擅長打架，平時會在日語中夾雜英文使用，同時也常做出令人意想不到的舉動。
在老家有個名為珍妮佛的未婚妻，經常隨身攜帶未婚妻的照片，會和照片說話。

### 其他
佐佐木詩織（聲：本山美奈／後藤邑子）
佳織的母親，和奏的雙親是好朋友。平時個性和善，但只要奏與佳織做錯事就會開始長時間說教，也因此被兩人畏懼。
華宮曾祖母（聲：無／立花理香）
凪沙的祖母，與凪沙幾乎長一模一樣，本名不詳。根據動畫說的似乎是內濱學園的創校者，第十三話登場。
深澤花梨（聲：無／佐藤聰美）
動畫原創角色。唯的同班同學，校內有名的學園偶像。
會長（聲：HAYATO／仲田隼人）
本名不詳，學生會會長。經常委託天文學會解決校內的問題。
山賀寧子（聲：加賀美琴音／成瀨未亞）
學生會副會長。與會長和多數學生一樣將具體活動不明的天文學會當成有求必應的校園萬事屋。
小川光憲（聲：／緒方賢一）
天文學會的顧問，年老教師。幾乎不在社團教室露臉。
東八重子（聲：／種崎敦美）
與凪沙同年級的學生，文藝學會成員。通知學生會的幽靈的目擊者。睡不醒的學生之一。
本城作之進（聲：山中莊一／大塚明夫）
華宮家的年老管家，個性彬彬有禮。擅長蒙古式摔跤，會將隨便靠近凪沙的男性扔飛出去。

## 遊戲製作與推出
《尋找失去的未來》最初於成人遊戲品牌ABHAR開始製作，後來伴隨着ABHAR解散，相關製作人員重新集結並成立新公司TRUMPLE，由其發售該遊戲。該冒險遊戲的原畫由深崎暮人、黑谷忍負責。人物設計由深崎暮人、黑谷忍負責，其中深崎暮人負責的是佳織、愛理、詩織、男性角色；黑谷忍負責的是唯、凪沙、其他女性角色。劇本由太田僚、齊藤健二、澤柾機負責。SD原畫由成瀨未亞負責。音樂由負責。於2010年11月26日發售Windows平台遊戲《尋找失去的未來》。通常版於2011年2月25日發售。其後TRUMPLE於2012年7月27日中止活動。

## 出版書籍
第一款由Sasayuki執筆的漫畫於2011年9月26日至2012年8月26日在角川書店下的雜誌《月刊Comp Ace》連載，兩本單行本於2012年2月23日至11月17日發售。第二款由神樂武志執筆的漫畫於2014年10月27日在Media Factory下的雜誌《月刊Comic Alive》連載。Enterbrain於2011年5月27日發售《尋找失去的未來 視覺資料集》。

## 電視動畫
2013年12月發佈動畫化決定。2014年7月宣布於10月播出。2014年10月4日開始放送。台灣於2016年3月由Animax首度播放，香港於2016年6月首度播放。　

### 製作人員
- 原作：Atelier High Key
- 監督：細田直人
- 系列構成：川又理繪
- 劇本：村井貞之、高橋龍也、篠塚智子
- 人物原案：深崎暮人、黑谷忍
- 人物設定：山門郁夫
- 音響監督：本山哲
- 音樂：羽鳥風畫
- 音樂製作：STARCHILD
- 製片人：石田正則、山中隆弘、
- 動畫製作人：吉田啟祐
- 製作統括：瀧崎誠
- 動畫製作：feel.
- 製作：內濱學園天文學會

### 主題曲
片頭曲(那天)
作詞、作曲：善智，編曲：菊谷知樹，歌：佐藤聰美
第1話當作片尾曲使用；第9話未使用；第12話當作插曲使用。
片尾曲（明天還會再見面）
作詞：田村直美，作曲：川添智久，編曲：川添智久、
歌（第2話－第8話）：佐佐木佳織（高田初美）
歌（第9話－第11話）：古川唯（友永朱音）
歌（第12話－第13話）：佐佐木佳織（高田初美）、古川唯（友永朱音）
第1話未使用。

### 各話列表
| 話數     | 日文標題 | 中文標題                   | 劇本     | 分鏡       | 演出              | 作畫監督                                                                                           | 總作畫監督                                     |
| -------- | -------- | -------------------------- | -------- | ---------- | ----------------- | -------------------------------------------------------------------------------------------------- | ---------------------------------------------- |
| 第一話   |          | 失去的未來                 | 川又理繪 | 細田直人   | 細田直人 小林公二 | 桝田邦彰、村山公輔 山崎正和                                                                        | 山門郁夫                                       |
| 第二話   |          | 少女與幽靈的存在證明       | 川又理繪 | 田所修     | 嵯峨敏            | 渡邊琉璃子、松崎嘉克 德田夢之介、關本美穗 Forest Anderson                                          | 村山公輔、山崎正和 桝田邦彰                    |
| 第三話   |          | 會長睜著閃閃發亮的眼睛作夢 | 高橋龍也 | 岩崎光洋   | 岩崎光洋          | 袴田裕二、川島尚 山本篤史、北村友幸                                                                | 野口孝行、桝田邦彰 山崎正和                    |
| 第四話   |          | 萬物在流轉                 | 篠塚智子 | 村田峻治   | 松本正幸          | 近藤優次、松本朋之                                                                                 | 川村幸祐                                       |
| 第五話   |          | 薛丁格的貓與水滴的去向     | 村井貞之 | 小寺勝之   | 小林公二          | 重本和佳子 鎌田均、木下由美子 澤木巳登理、糸島雅彥 逵村六、李明振                                  | 山崎正和、村山公輔 桝田邦彰                    |
| 第六話   |          | 籠中鳥的進路諮詢           | 篠塚智子 | 西澤晉     | 嵯峨敏 篠原正寬   | 高原修司、山本篤史 川島尚                                                                          | 山崎正和、川村幸祐 村山公輔、野口孝行          |
| 第七話   |          | 239萬光年的思念            | 川又理繪 | 田所修     | 村田光            | 袴田裕二、安本學 川島尚、 立田真一                                                                 | 山崎正和、小林利充 桝田邦彰                    |
| 第八話   |          | 錯過的流星                 | 川又理繪 | 川口敬一郎 | 松下周平          | 近藤優次、松本朋之                                                                                 | 川村幸祐                                       |
| 第九話   |          | 回到過去的門               | 村井貞之 | 細田直人   | 小林公二 村田光   | 山崎正和、川島尚 重本和佳子、山本篤史                                                              | 桝田邦彰、山崎正和 村山公輔                    |
| 第十話   |          | 剩餘的時間                 | 高橋龍也 | 小寺勝之   | 關田修            | 辻上彩華、金井裕子 重本和佳子、山本篤史 桝田邦彰、鷲田敏彌 櫻井木之實、中野彰子 小田多惠子、村上勉 | 小林利充、桝田邦彰 村山公輔                    |
| 第十一話 |          | 明天還會再見面吧？         | 川又理繪 | 岩崎光洋   | 岩崎光洋          | 袴田裕二、川島尚 鎌田均、李明振 高原修司、逵村六                                                   | 村山公輔、枡田邦彰 川村幸祐、小林利充          |
| 最終話   |          | 有妳在的未來               | 村井貞之 | 細田直人   | 細田直人 小林公二 | 山本篤史、金井裕子 川島尚、辻上彩華 重本和佳子                                                     | 枡田邦彰、川村幸祐 山崎正和、小林利充 村山公輔 |
| 第十三話 |          | 尋找失去的暑假             | 川又理繪 | 細田直人   | 小林公二          | 小林利充、袴田裕二 枡田邦彰、重本和佳子 近藤優次、松本朋之                                         | 村山公輔                                       |

### 播放電視台
日本深夜動畫：下文記載的日本国内播放時間使用日本標準時間（UTC+9）表示。因為部分時間标识會採用30小时制，因此請留意这类超过24:00的时间，其實際播放時間為翌日清晨。
| 播放地區 | 播放電視台   | 播放日期                | 播放時間（UTC+9）        | 所屬聯播網 | 備註           |
| -------- | ------------ | ----------------------- | ------------------------ | ---------- | -------------- |
| 日本全國 | AT-X         | 2014年10月4日－12月20日 | 星期六20時30分－21時00分 | 衛星電視   | 有重播         |
| 東京都   | TOKYO MX     | 2014年10月4日－12月20日 | 星期六25時00分－25時30分 | 獨立UHF局  |                |
| 千葉縣   | 千葉電視台   | 2014年10月5日－12月21日 | 星期日23時30分－24時00分 | 獨立UHF局  |                |
| 神奈川縣 | 神奈川電視台 | 2014年10月5日－12月21日 | 星期日23時30分－24時00分 | 獨立UHF局  |                |
| 埼玉縣   | 埼玉電視台   | 2014年10月5日－12月21日 | 星期日23時30分－24時00分 | 獨立UHF局  |                |
| 京都府   | KBS京都      | 2014年10月5日－12月21日 | 星期日23時30分－24時00分 | 獨立UHF局  |                |
| 兵庫縣   | SUN電視台    | 2014年10月6日－         | 星期一24時00分－24時30分 | 獨立UHF局  |                |
| 愛知縣   | 愛知電視台   | 2014年10月6日－         | 星期一26時05分－26時35分 | 東京電視網 |                |
| 日本全國 | BS11         | 2014年10月10日－        | 星期五23時00分－23時30分 | 衛星電視   | 「ANIME+」節目 |

| 播放地區 | 播放電視台 | 播放日期               | 當地播放時間                                   | 所屬聯播網  | 備註       |
| -------- | ---------- | ---------------------- | ---------------------------------------------- | ----------- | ---------- |
| 臺灣     | Animax     | 2016年3月1日－3月12日  | UTC+8\|週一至六22:30-23:00，週日27:30-28:00    | 有線電視    | 有重播時段 |
| 臺灣     | Animax HD  | 2016年6月1日－6月12日  | 每日18:30-19:00                                | 中華電信MOD | 有重播時段 |
| 香港     | Animax     | 2016年6月27日－7月25日 | 週一至二 22:00-23:00 7月4日起：週一22:00-23:00 |             | 有重播時段 |

### 藍光／DVD
| 卷 | 發售日         | 收錄話         | 規格編號    | 規格編號  |
| 卷 | 發售日         | 收錄話         | 藍光        | DVD       |
| -- | -------------- | -------------- | ----------- | --------- |
| 1  | 2014年12月24日 | 第1話－第2話   | KIZX-185/6  | KIBA-2154 |
| 2  | 2015年1月28日  | 第3話－第4話   | KIZX-187/8  | KIBA-2155 |
| 3  | 2015年2月25日  | 第5話－第6話   | KIZX-189/90 | KIBA-2156 |
| 4  | 2015年3月25日  | 第7話－第8話   | KIZX-191/2  | KIBA-2157 |
| 5  | 2015年4月22日  | 第9話－第10話  | KIZX-193/4  | KIBA-2158 |
| 6  | 2015年5月27日  | 第11話－第12話 | KIZX-195/6  | KIBA-2159 |

## 音樂
遊戲片頭曲為《∞未来》，插入曲為《ray of memories》，片尾曲為，均由作曲、編曲；橋本美雪作詞、演唱。收錄以上三首歌曲的單曲CD於2010年10月27日由Lantis發售。
電視動畫片頭曲是由佐藤聰美演唱的，片尾曲是由高田初美（第2話－第8話、第12話－第13話）和友永朱音（第9話－第13話）演唱的《明天還會再見面》（明日また会えるよね）。各收錄以上兩首歌曲的兩張單曲CD均於2014年10月22日發售。

## 評價
2010年9月至11月，《尋找失去的未來》於日本全国电脑游戏预約榜的兩次排名各為第3名及第1名。《尋找失去的未來》的初回限定版在2010年11月的日本全国电脑游戏销售榜上排名第一位；之後於2010年12月至2011年2月的2次排名中，均為第43名。

## 外部連結
- .   [2014-01-19]. （原始内容存档于2015-03-15）.（日語）
- 「尋找失去的未來」電視動畫公式官網（日語）
- 「尋找失去的未來」電視動畫AT-X日文介紹官網（日語）
- 「尋找失去的未來」電視動畫TOKYO MX日文介紹官網 （页面存档备份，存于）（日語）
- 「尋找失去的未來」電視動畫愛奇藝中文獨播專區 （页面存档备份，存于）（简体中文）
- 電視動畫「尋找失去的未來」的X（前Twitter）（日語）
- 《尋找失去的未來》在視覺小說數據庫的頁面（英文）
- 尋找失去的未來（動畫）在動畫新聞網百科全書中的資料（英文）